# Anna Maria Brizio
Anna Maria Brizio (née à Sale le 29 septembre 1902 et morte à Rapallo le 1er août 1982) est une historienne de l’art et critique d’art italienne. Elle enseigne l’histoire de l’art médiéval et moderne à l’université de Turin et à l’université d’État de Milan.

## Biographie
Anna Maria Brizio se forme à l’université de Turin sous la direction de Lionello Venturi. Elle obtient son diplôme en 1923 en soutenant une thèse sur Defendente Ferrari, peintre de Chivasso.  
Elle s’intéresse principalement à l’art ancien et aux peintres du Piémont, et fréquente, à Rome, l’École de Perfectionnement en Histoire de l’Art dirigée par Adolfo Venturi. À Rome, elle établit ses premiers contacts avec la revue L’Arte, également dirigée par Venturi, où elle publie de nombreuses critiques dans la rubrique Bollettino Bibliografico.  
De retour à Turin, elle collabore activement avec Lionello Venturi. En 1930, elle réussit le concours pour la qualification en Histoire médiévale et moderne à la Faculté des Lettres et de Philosophie de l’Université de Turin, et devient rédactrice en chef de la revue L’Arte.  
Elle travaille avec la Société piémontaise d’archéologie et des Beaux-Arts ainsi qu’avec la maison d’édition UTET (it), rédigeant de nombreuses biographies de peintres et sculpteurs pour le Grand Dictionnaire Encyclopédique.
En 1930, Anna Maria Brizio obtient l’habilitation comme enseignant libre et, deux ans plus tard, elle commence à enseigner l’histoire de l’art à l’Université de Turin. En 1936, le Ministère de l’Éducation Nationale lui confie la direction de la Galerie Sabauda à Turin. En 1939, en raison de ses relations avec des intellectuels antifascistes comme Lionello Venturi, sa carte du Parti national fasciste est révoquée, et son mandat n’est pas renouvelé. Remplacée en 1939-1940, elle est réadmise au Parti en juillet 1940, ce qui lui permet de reprendre son poste et de poursuivre son enseignement après la guerre.
En 1946, elle est nommée professeur titulaire à la chaire d’histoire de l’art de l’université de Turin, poste qu’elle occupe jusqu’en 1957, lorsqu’elle succède à Paolo D'Ancona (it) à la chaire d’Histoire de l’art médiéval et moderne de l’université d’État de Milan.  
À Milan, Anna Maria Brizio devient Présidente de l’Ente Raccolta Vinciana (it) grâce à ses nombreuses études sur Léonard de Vinci. Elle joue également un rôle clé dans l’organisation d’importantes expositions historiques (Scapigliatura, Maestri di Brera, Divisionismo, Liberty) pour la municipalité de Milan. Elle prend sa retraite en 1979, mais reste à Milan pour présider la Fondation Corrente.  
En 1971, elle est élue membre national de l’Académie des Lyncéens. Parmi ses élèves, il est possible de remarquer Enrico Castelnuovo.
Anna Maria Brizio meurt à Rapallo en 1982.

## Travaux
- Per il quarto centenario dalla nascita di Paolo Caliari detto Paolo Veronese. Note per una definizione critica dello stile di Paolo Veronese, dans L'arte. Rivista bimestrale di storia dell'arte medioevale e moderna, 31 (1928), fasc. 1
- Un'opera giovanile del Botticelli, dans L'arte. Rivista bimestrale di storia dell'arte medioevale e moderna, mars 1933, fasc. 2, pp. 108-119
- Per il quinto centenario Verrocchiesco (1435-1935), dans Emporium, décembre 1935, pp. 293-303
- Vercelli. Catalogo delle cose d'arte e d'antichità d'Italia, Rome 1935
- Ottocento, Novecento, Unione tipografico-editrice torinese, Turin 1939 (constitue le vol. 6 de Storia dell'arte classica e italiana ; réimprimé à plusieurs reprises jusqu'en 1962)
- Nota bibliografica degli studi italiani recenti su argomenti di pittura spagnola e italo-spagnola, dans Italia e Spagna. Saggi sui rapporti storici, filosofici ed artistici tra le due civiltà, sous la direction de l'Istituto Nazionale per le relazioni culturali con l'estero, Le Monnier, Florence, 1941
- La pittura in Piemonte dall'età romanica al Cinquecento, G.B. Paravia, Turin 1942
- Vite scelte di Giorgio Vasari, sous la direction d'Anna Maria Brizio, Unione tipografico-editrice torinese, Turin 1948 (et réimpressions successives, jusqu'en 1996)
- Scritti scelti di Leonardo da Vinci, sous la direction d'Anna Maria Brizio, Unione tipografico-editrice torinese, Turin 1952 (et réimpressions successives, jusqu'en 2000)[9]
- Correlazioni e rispondenze tra fogli del Codice atlantico e fogli dell'anatomia B e dei codici A e C su l'occhio, la prospettiva, le piramidi radiose e le ombre, dans Raccolta Vinciana, fasc. 17 (1954), pp. 82-89
- Il Trattato della pittura di Leonardo, De Luca, Rome 1956
- I manoscritti di Leonardo da Vinci nella Biblioteca nacional di Madrid, Akademiai Kiado, Budapest, pp. 725-734
- Disegni di Carlo Francesco Nuvolone alla Biblioteca Ambrosiana, A. Nicola, Milan - Varèse 1959
- Manierismo. Rinascimento, dans Bollettino del Centro internazionale di studi d'architettura A. Palladio, 9 (1967), pp. 219-226
- Rassegna degli studi vinciani dal 1952 al 1968, 1968, pp. 107-120
- Bramante e Leonardo alla corte di Ludovico il Moro, De Luca Editore, 1970
- Il Codice di Leonardo da Vinci nella Biblioteca Trivulziana di Milano. Trascrizione diplomatica e critica, Giunti-Barbèra, Florence 1980
- Attualità leonardiane, dans L'Almanacco italiano, vol. 81 (1981) et vol. 82 (1982).